# Vianney Mabidé
Vianney Mabidé   (Bangui, 31 d'agost de 1988) és un exfutbolista centreafricà de la dècada de 2010.
Fou internacional amb la selecció de futbol de la República Centreafricana. Pel que fa a clubs, destacà a Raja Casablanca i Moghreb Tétouan.